# روشوویتسه
روشوویتسه (به لهستانی:  Roszowice) یک روستا در لهستان است که در گمینا چیسک واقع شده‌است. روشوویتسه ۲۵۲ نفر جمعیت دارد.